# 杉山薰
杉山薰（日语：／ Sugiyama Kaoru，2003年6月6日—），日本女子羽毛球運動員，亦為日本國家羽毛球隊（B隊）成員。茨城縣出生，毕业于ふたば未来学園高校。2022年4月，加入BIPROGY株式會社，同時成為該社羽球部員。

## 簡歷
2023年12月，杉山薰代表BIPROGY出战東京举行的全日本綜合羽球錦標賽，赢得女單冠军。

隔年三月，在中國瑞昌羽毛球大師賽決賽以2-1擊敗台灣的邱品蒨，獲得首個國際巡迴賽冠軍。

## 主要比賽成績
只列出曾進入準決賽的國際賽事成績：
| 年份   | 賽事                     | 公開賽級別 | 項目     | 拍檔     | 成績   |
| ------ | ------------------------ | ---------- | -------- | -------- | ------ |
| 2022年 | 馬爾代夫羽毛球國際挑戰賽 | 國際挑戰賽 | 女子雙打 | 大澤佳步 | 亞軍   |
| 2022年 | 秘魯羽毛球國際賽         | 國際挑戰賽 | 女子單打 | －       | 冠軍   |
| 2023年 | 大阪羽毛球國際挑戰賽     | 國際挑戰賽 | 女子雙打 | 大澤佳步 | 準決賽 |
| 2023年 | 蒙古國羽毛球國際挑戰賽   | 國際挑戰賽 | 女子單打 | －       | 準決賽 |
| 2023年 | 聖但尼羽毛球公開賽       | 國際挑戰賽 | 女子單打 | －       | 亞軍   |
| 2023年 | 秘魯羽毛球國際挑戰賽     | 國際挑戰賽 | 女子單打 | －       | 冠軍   |
| 2024年 | 中國瑞昌羽毛球大師賽     | 超級100賽  | 女子單打 | －       | 冠軍   |
| 2024年 | 泰國羽毛球國際挑戰賽     | 國際挑戰賽 | 女子單打 | －       | 準決賽 |
| 2024年 | 北馬里亞納羽毛球公開賽   | 國際挑戰賽 | 女子單打 | －       | 冠軍   |
| 2024年 | 塞班島羽毛球國際賽       | 國際挑戰賽 | 女子單打 | －       | 準決賽 |
| 2024年 | 台北羽球公開賽           | 超級300賽  | 女子單打 | －       | 準決賽 |
| 2024年 | 越南羽球公開賽           | 超級100賽  | 女子單打 | －       | 亞軍   |
| 2024年 | 吉隆坡羽球大師賽         | 超級100賽  | 女子單打 | －       | 冠軍   |
| 2025年 | 亞洲羽毛球混合團体錦標賽 | 其他       | 混合團体 | －       | 季軍   |

| 2018-2026年 | 總決賽 | 超級1000賽 | 超級750賽 | 超級500賽 | 超級300賽 | 超級100賽 | 國際挑戰賽 | 國際系列賽 | 未來系列賽 | 其他 |